# Deutscher Archäologiepreis
Der Deutsche Archäologiepreis wird durch die Deutsche Gesellschaft für Ur- und Frühgeschichte e.V. (DGUF) seit 1999 verliehen.
Im Hintergrund steht eine dafür 1995 gebildete Rücklage des Vereins, aus deren Erträgen in der Regel alle drei Jahre der Preis dotiert wird. Er wurde von der DGUF zur Förderung der ur- und frühgeschichtlichen Forschung eingerichtet. Der Preis würdigt herausragende Leistungen um
- die Vermittlung archäologischer Sachverhalte an die Öffentlichkeit,
- die archäologische Forschung in Mitteleuropa und
- die Entwicklung und den Ausbau wichtiger Methoden für die Archäologie und ihrer Nachbardisziplinen.

Preisträger können von jedem Mitglied der Gesellschaft vorgeschlagen werden. Als Jury für den Preis fungiert der Beirat der DGUF.

## Preisträger
- 1999: Irwin Scollar und Irmela Herzog
- 2002: Verein „Junge Archäologen der Altmark“
- 2005: „Archäobotanische Arbeitsgruppe Nordrhein-Westfalen“: Ingrid Cloß, Arie J. Kalis, Jutta Meurers-Balke, Ursula Tegtmeier und Ralf Urz
- 2009: Neandertal-Museum, Mettmann
- 2011: Harm Paulsen, Experimental-Archäologe, und Sonderpreis zum Deutschen Archäologiepreis an: Rainer Fromm, Michael Strompen und Kristian Lüders vom Zweiten Deutschen Fernsehen (ZDF) für ihre Filmdokumentation »Blutige Schätze. Der Antikenhandel und der Terror« (Erstausstrahlung 23. Februar 2011).
- 2019: Maria Effinger und Katrin Bemmann (FID Propylaeum, UB Heidelberg), „für ihre Verdienste um die Einführung und den Ausbau eines modernen offenen Publikationswesens in der deutschsprachigen Archäologie.“